# Jean-Abraham Fraisse

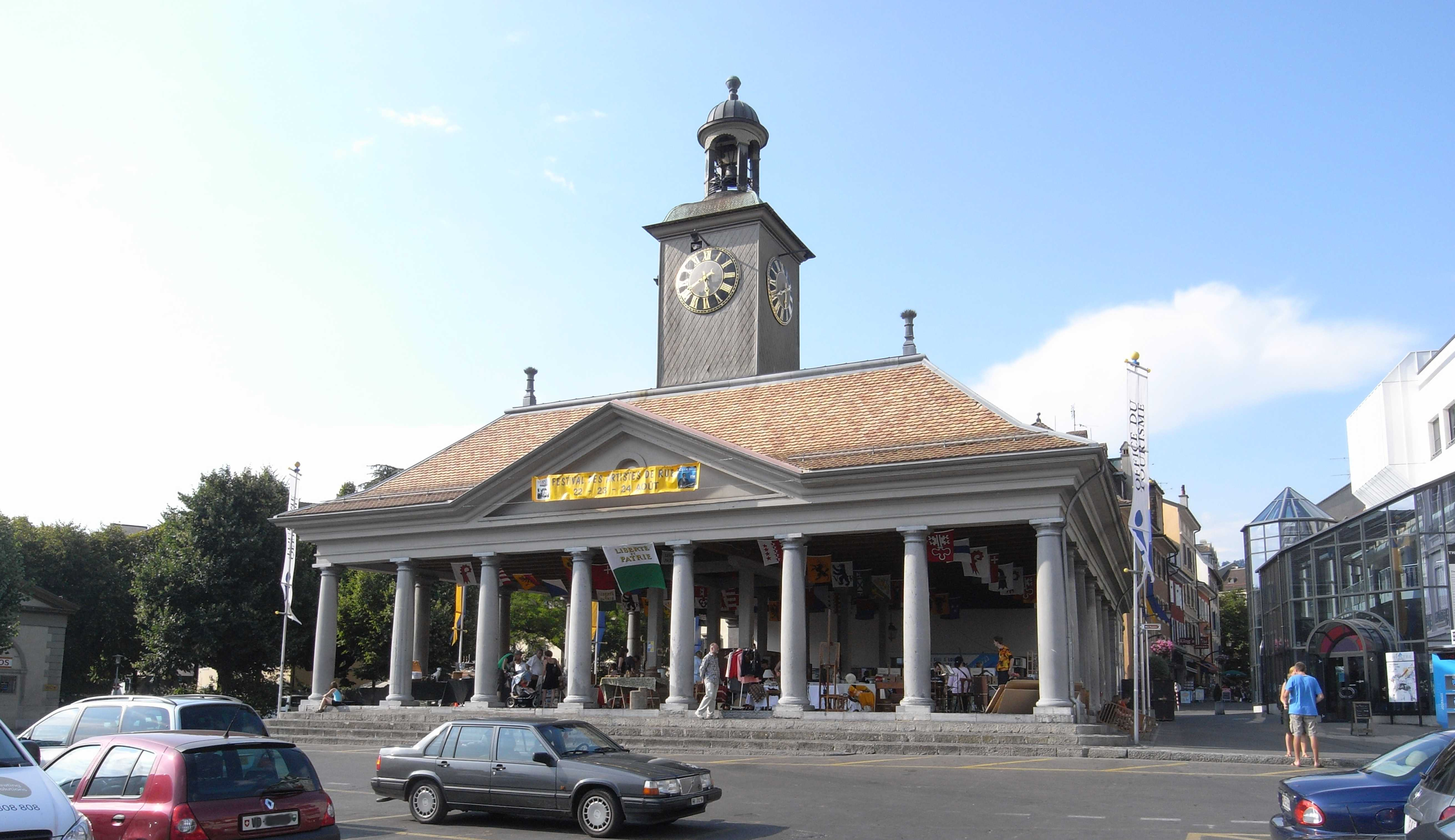
Die Grenette in Vevey (1808)

Jean-Abraham Fraisse (* 23. Oktober 1771 in Lausanne; † 5. November 1812 ebenda) war ein Schweizer Architekt. Der Sohn von Abraham Fraisse arbeitete anfangs bei seinem Vater, 1794 war er Architekt der Vogtei von Lausanne. Von 1797 bis 1799 oder 1800 war er in Paris bei Charles Percier. Die Werke des Architekten als Bauinspektor waren vor allem in Lausanne gelegen, so die Projektierung der Place de la Riponne (1795) und der Place Saint-François (1804), die Arbeitsanstalt (1806) sowie Spital und Irrenhaus (1807–09). In Faoug und in Saint-Maurice schuf er Zollstationen (1810–11), in Morges Gemeindebackofen (1807) und den Umbau des Schlosses (1809), in Vevey steht die Markthalle von 1808, La Grenette.